# Semiothisa pandaria
Semiothisa pandaria là một loài bướm đêm trong họ Geometridae.